# Светупе
Све́тупе (устар. Свент, Свент-Уппе; латыш. Svētupe) — река в Латвии, течёт по территории Салацгривской, Катварской, Лимбажской, Палеской и Вилькенской волостей Лимбажского края. Впадает в Рижский залив Балтийского моря.
Длина — 48 км (по другим данным — 58 км или  47 км). Вытекает из северной оконечности озера Дуньэзерс на высоте 48,9 м над уровнем моря. В верхней половине течёт преимущественно на север, в нижней — на запад. Большая часть бассейна находится на Метсепольской равнине Среднелатвийской низменности. Нижнее течение проходит по Видземскому побережью Приморской низменности. Часть стока в нижнем течении уходит в Салацу по 4-й километровой протоке Яунупе (устар. Нейбах). Впадает в Балтийское море юго-западнее Светциемса в Салацгривской волости. Уклон — 1 м/км, падение — 49 м. Площадь водосборного бассейна — 475 км² (по другим данным — 459 км²). Объём годового стока — 0,15 км³.
Основные притоки:
- правые: Лудиньупе, Шкирстиня, Перльупе, Саусупе, Ведамурга;
- левые: Арупите, Кулаурга[8].